# Greg Haydenluck
Gregory „Greg” Haydenluck (ur. 7 lipca 1958 w Emerson) – kanadyjski bobsleista, olimpijczyk.

## Kariera
Pierwszy sukces w karierze Greg Haydenluck osiągnął w sezonie 1985/1986, kiedy zajął drugie miejsce w klasyfikacji dwójek Pucharu Świata. Wyprzedził go tylko Christian Schebitz z RFN, a trzecie miejsce zajął Māris Poikāns z ZSRR. Nigdy nie zdobył medalu mistrzostw świata. W 1988 roku wystartował na igrzyskach olimpijskich w Calgary, zajmując dziesiąte miejsce w dwójkach i trzynaste w czwórkach. Brał także udział w rozgrywanych cztery lata później igrzyskach olimpijskich w Albertville, gdzie rywalizację w dwójkach ukończył na jedenastej pozycji.